# Turó de la Noguera
El Turó de La Noguera és un jaciment prehistòric del municipi de Sant Quintí de Mediona (l'Alt Penedès), inclòs a l'Inventari del Patrimoni Arqueològic i Paleontològic de Catalunya.
Aquest jaciment ha estat identificat com un taller o centre de producció i explotació de sílex, amb cronologies del Paleolític Inferior Arcaic amb peces més evolucionades (-600000/-120000), el Paleolític Inferior Mitjà-Indiferenciat (-120000/-50000) i el Paleolític mitjà (-90000/-33000).

## Descobriment i historiografia
El jaciment està delimitat al sud per una zona de conreus del Turó de la Noguera al nord-est de La Noguera de Baix, i es recolza en antigues terrasses del Riudebitlles que es troben a la part esquerra de la ribera del Torrent que està situat al nord. Les primeres prospeccions de les quals es té registre són de l'any 1979-80 a càrrec d'Antoni Freixas, membre de la Secció d'Arqueologia del Museu de Vilafranca del Penedès.

## Troballes arqueològiques
Les troballes superficials es localitzen al vessant sud del turó on es troba una masia i un edifici enrunat. A. Freixas classifica aquesta indústria com mosteriana, interpretant la seva situació com un procés d'erosió i resedimentació d'antics paleosòls en els que estava en estratigrafia. Aquest jaciment és un dels que A. Freixas va identificar individualment a la zona juntament amb uns altres 5, Jaciment arqueològic del Turó de la Noguera, Jaciment arqueològic de Passada-Nogueres, Jaciment arqueològic del Turó, Jaciment arqueològic de La Bòria-La Passada i Jaciment arqueològic de les Barquies, tots ells amb restes d'indústria lítica en superfície.